# Berta di Lotaringia
Berta di Lotaringia (863 – Lucca, 925) fu contessa consorte di Arles e marchesa consorte di Toscana.

## Origine
Era la figlia terzogenita del re di Lotaringia Lotario II e della seconda moglie, Waldrada, scomunicata in quanto considerata concubina, da papa Nicola I.

## Biografia
Al momento della sua nascita, suo padre, Lotario II, dopo due concili, tenuti ad Aquisgrana (o Aix-la-Chapelle); col primo, era riuscito a far condannare la propria moglie, Teoberga (o Teutberga † prima del 25 novembre 875), allontanandola dalla corte e sostituendola con la propria amante, Waldrada, e, secondo la Chronica Albrici Monachi Trium Fontium, Teoberga fu ripudiata; col secondo era riuscito ad ottenere l'annullamento del primo matrimonio e l'approvazione del suo matrimonio con Waldrada. Secondo l'Herimanni Augiensis Chronicon, il matrimonio fu celebrato nello stesso anno (862), dopo che il legame con Teoberga era stato sciolto, col favore del vescovo di Treviri, Thetgaud (Dietgold), e dell'arcivescovo di Colonia, Ghunter, che, secondo lo storico Baron Ernouf, erano rispettivamente fratello e zio di sua madre Waldrada.
Nello stesso anno della sua nascita (863), per volere del papa Niccolò I (820-867, papa 858-867), fu convocato, a Metz, un sinodo di vescovi Franchi nel quale si confermò la validità del matrimonio tra Lotario e Waldrada, basandosi su un preteso matrimonio tra Lotario e Waldrada, precedente all'unione di Lotario con Teoberga.
Ma l'abate Uberto, fratello di Teoberga, intervenne presso il Papa Nicola I che, venuto a conoscenza di ciò che era accaduto al sinodo, sconfessò i suoi legati e annullò le decisioni prese a Metz.
Allora Lotario II, abbandonato da tutti, si appellò al papa dichiarandosi disposto ad accettare ogni sua decisione.
Teoberga, che, nel frattempo si era rifugiata nell'abbazia di Avenay, sotto la protezione dello zio di Lotario II, il re dei Franchi occidentali, Carlo il Calvo, rientrata in Lotaringia accompagnata dal legato papale, Arsenio, fu investita delle insegne della sovranità, mentre sua madre, Waldrada, essendo state dichiarate nulle le sue nozze, fu costretta a partire per Roma, con Arsenio, per discolparsi di fronte al papa.
Waldrada però, giunta a Pavia, elusa la sorveglianza del legato papale, rientrò in Lotaringia, dove, secondo il Folcuini Gesta Abbatum Lobiensium, sia lei che Lotario II, sempre nell'865, furono raggiunti dalla scomunica papale e Berta, suo fratello Ugo e le sorelle, Gisella ed Ermengarda, furono dichiarati bastardi.
Alla morte del padre, l'8 agosto 869 vicino a Piacenza, di ritorno da Roma, dove aveva perorato la causa del suo matrimonio con papa Adriano II (792-872, papa 867-872), perse tutti i diritti di successione, in quanto era stata dichiarata illegittima. L'eredità sarebbe spettata al fratello di suo padre l'imperatore Ludovico II, ma gli zii, il re dei Franchi orientali, Ludovico il Germanico, e il re dei Franchi occidentali, Carlo il Calvo, si impossessarono dei domini del nipote, e, l'anno seguente sancirono la spartizione col Trattato di Meerssen.
Suo fratello, Ugo, a cui era stato sottratto il ducato d'Alsazia, da quel momento fu pretendente al trono di Lotaringia e, per una quindicina d'anni, tentò di recuperare il suo ducato, mentre la piccola Berta, che alla morte del padre, era già orfana della madre, crescendo tra le difficoltà, divenne coraggiosa e combattiva.
Le cronache la descrivono molto bella ed ambiziosa.
Tra l'879 e l'880, Berta sposò il conte di Arles, il bosonide, Tebaldo  (850-895), figlio dell'abate laico dell'abbazia di Saint-Maurice di Valais, Uberto del Vallese (?-864, figlio di Bosone il Vecchio (?-855), conte del Vallese e di Engeltrude), irriducibile avversario di suo padre e di sua madre; suo marito era infatti il nipote di Teoberga, la prima moglie di suo padre, Lotario II.
Berta, per la sua ambizione, spinse il marito in molte guerre: subito dopo il matrimonio, infatti Tebaldo appoggiò la ribellione del cognato Ugo contro il nuovo re dei Franchi occidentali, Luigi III, che alleatosi col fratello il re di Aquitania, Carlomanno II e col cugino, il re di Alemannia, da poco eletto re d'Italia e (e futuro imperatore), Carlo il Grosso, nell'880, li sconfisse una prima volta. Poi furono ancora sconfitti dalle truppe di Ludovico II, comandate da Enrico di Franconia, assieme ad Adalardo il Siniscalco,.
Berta, rimasta vedova, tra l'887 e l'895, tra l'895 e l'898, sposò, in seconde nozze, il marchese di Toscana, Adalberto II Ricco(875-915), figlio del marchese Adalberto I e di Richilde di Spoleto.
Intervenne nelle vicende italiane, spingendo il marito a organizzare la fronda al re d'Italia, Berengario I e a chiamare in Italia, nel 900, il re di Provenza, Ludovico il Cieco, anche lui discendente (pronipote) di Lotario I, farlo incoronare re d'Italia e poi imperatore, e a richiamarlo, nel 905.
Dopo la triste esperienza di Ludovico III, essendo rimasta vedova per la seconda volta (915), nel 920 tentò nvano di portare sul trono d'Italia il proprio primogenito, Ugo d'Arles.
Morì nel 925, un solo anno prima che il figlio Ugo fosse incoronato re d'Italia, anche per merito della sorellastra Ermengarda, vedova del marchese d'Ivrea, Adalberto I (?-924). Fu seppellita presso la cattedrale di San Martino in Lucca dove ancora oggi si può leggere il suo epitaffio.

## Figli
Berta a Tebaldo diede quattro (forse cinque) figli:
- Ugo d'Arles[1] (882-†947), conte d'Arles, conte di Provenza e re d'Italia.
- Bosone d'Arles[22] (885-† dopo il 936), conte d'Avignone, conte d'Arles e Margravio di Toscana.
- Teuberga d'Arles[23] (890–†948), sposò, nel 908, Garniero di Sens (?-924), visconte di Sens, che morì combattendo i Normanni alla battaglia di Chalmont[24] (monte di Carlo, vicino a Lièpvre). Garniero fu messo a morte dopo che il suo cavallo era stato ucciso e lui, appiedato, catturato.
- figlia[25] (?-† dopo il 924) di cui si ha una informazione in un documento del 924 delle Rerum Gallicarum et Francicarum Scrptores tomus IX, Diplomata Hugonis Comiti, in cui si fa cenno al fatto che Ugo aveva delle sorelle (quindi almeno due).
- Ermengarda che sposò il marchese Adalberto I di Ivrea (?-924).

Ad Adalberto ne diede due:
- Guido (ca. 900-929), marchese di Toscana.
- Lamberto (ca. 900-938), marchese di Toscana.

## Ascendenza
|                          |   |                       | Genitori                |  |  | Nonni |  |  | Bisnonni        |  |  | Trisnonni   |  |
|                          |   |                       |                         |  |  |       |  |  | Ludovico il Pio |  |  | Carlo Magno |  |
|                          |   |                       |                         |  |  |       |  |  | Ludovico il Pio |  |  | Carlo Magno |  |
|                          |   | Ildegarda             |                         |  |  |       |  |  | Ludovico il Pio |  |  |             |  |
| Lotario I                |   |                       |                         |  |  |       |  |  | Ludovico il Pio |  |  |             |  |
|                          |   | Ermengarda di Hesbaye | Ingramm di Hesbaye      |  |  |       |  |  |                 |  |  |             |  |
|                          |   | Ermengarda di Hesbaye | Ingramm di Hesbaye      |  |  |       |  |  |                 |  |  |             |  |
|                          |   | Ermengarda di Hesbaye | Rotrude                 |  |  |       |  |  |                 |  |  |             |  |
| Lotario II di Lotaringia |   | Ermengarda di Hesbaye |                         |  |  |       |  |  |                 |  |  |             |  |
|                          |   | Ugo di Tours          | Liutfrido II di Sundgau |  |  |       |  |  |                 |  |  |             |  |
|                          |   | Ugo di Tours          | Liutfrido II di Sundgau |  |  |       |  |  |                 |  |  |             |  |
|                          |   | Ugo di Tours          | Iltrude di Wormsgau     |  |  |       |  |  |                 |  |  |             |  |
| Ermengarda di Tours      |   | Ugo di Tours          |                         |  |  |       |  |  |                 |  |  |             |  |
|                          |   | Ava/Bava              | …                       |  |  |       |  |  |                 |  |  |             |  |
|                          |   | Ava/Bava              | …                       |  |  |       |  |  |                 |  |  |             |  |
|                          |   | Ava/Bava              | …                       |  |  |       |  |  |                 |  |  |             |  |
| Berta di Lotaringia      |   | Ava/Bava              |                         |  |  |       |  |  |                 |  |  |             |  |
|                          | … | …                     |                         |  |  |       |  |  |                 |  |  |             |  |
|                          | … | …                     |                         |  |  |       |  |  |                 |  |  |             |  |
|                          | … | …                     |                         |  |  |       |  |  |                 |  |  |             |  |
| …                        | … |                       |                         |  |  |       |  |  |                 |  |  |             |  |
|                          |   | …                     | …                       |  |  |       |  |  |                 |  |  |             |  |
|                          |   | …                     | …                       |  |  |       |  |  |                 |  |  |             |  |
|                          |   | …                     | …                       |  |  |       |  |  |                 |  |  |             |  |
| Waldrada di Wormsgau     |   | …                     |                         |  |  |       |  |  |                 |  |  |             |  |
|                          |   | …                     | …                       |  |  |       |  |  |                 |  |  |             |  |
|                          |   | …                     | …                       |  |  |       |  |  |                 |  |  |             |  |
|                          |   | …                     | …                       |  |  |       |  |  |                 |  |  |             |  |
| …                        |   | …                     |                         |  |  |       |  |  |                 |  |  |             |  |
|                          |   | …                     | …                       |  |  |       |  |  |                 |  |  |             |  |
|                          |   | …                     | …                       |  |  |       |  |  |                 |  |  |             |  |
|                          |   | …                     | …                       |  |  |       |  |  |                 |  |  |             |  |
|                          |   | …                     |                         |  |  |       |  |  |                 |  |  |             |  |

### Fonti primarie
- (LA)  Monumenta Germaniae Historica, Scrptores tomus V.
- (LA)  Monumenta Germaniae Historica, Scrptores tomus XXIII.
- (LA)  Annales Bertiniani.
- (LA)  Monumenta Germaniae Historica, Scrptores tomus I.
- (LA)  Monumenta Germaniae Historica, Scrptores tomus IV.
- (LA)  Monumenta Germaniae Historica, Scrptores tomus XIII.
- (LA)  Monumenta Germaniae Historica, Scrptores tomus III.
- (LA)  Rerum Gallicarum et Francicarum Scriptores, tomus IX.

### Letteratura storiografica
- René Poupardin, I regni carolingi (840-918), in Storia del mondo medievale, vol. II, 1979, pp. 583–635
- C. W. Previté-Orton, "L'Italia nel X secolo", cap. XXI, vol. II (L'espansione islamica e la nascita dell'Europa feudale) della Storia del Mondo Medievale, 1979, pp. 662–701.
- Allen Mayer, I vichinghi, in Storia del mondo medievale, vol. II, 1979, pp. 734–769
- (FR) Baron Ernouf (1858) Histoire de Waldrade, de Lother II et de leurs descendants (Paris), su archive.org.
- König, D. G. (2023). 906: Bertha of Tuscany’s Correspondence with al-Muktafī bi-llāh in the Version of Ibn al-Zubayr. Transmediterranean History, 5(1). https://doi.org/10.18148/tmh/2023.5.1.66